# Rivière Subercase
La rivière Subercase est un affluent du lac Grasset (bassin versant de la rivière Nottaway), dans la municipalité de Eeyou Istchee Baie-James (municipalité) dans la région administrative du Nord-du-Québec, dans la province de Québec, au Canada. Le cours de la rivière traverse les cantons de Desmazures, de Daloigny, de La Gauchetière, de Sainte-Hélène, de Subercase et de Grasset.

## Géographie
Les principaux bassins versants voisins sont :
- côté nord : lac Grasset, rivière Kitchigama ;
- côté est : rivière des Deux Lacs, rivière Allard, lac Matagami, lac Soscumica, rivière Nottaway ;
- côté sud : rivière Samson, rivière Adam, rivière Harricana ;
- côté ouest : rivière Samson, rivière Harricana.

La rivière Subercase prend sa source d’un non identifié au sud-ouest du centre-ville de Matagami.
À partir de sa source dans le canton de Desmazures, la rivière Subercase coule sur environ 52 km surtout en zone de marais selon les segments suivants :
- vers le nord dans le canton de Desmazures, jusqu’à la limite du canton de Daloigny ;
- vers le nord en formant une courbe vers l’ouest dans le canton de Daloigny, jusqu’à la limite Ouest du canton de Desmazures ;
- vers le nord dans le canton de Desmazures jusqu’à la limite Sud du canton de La Gauchetière ;
- vers le nord dans le canton de La Gauchetière, jusqu’à la limite est du canton de Sainte-Hélène ;
- vers le nord-ouest dans le canton de Sainte-Hélène en contournant par l’ouest les Collines Sainte-Hélène et en traversant la partie sud du lac Long, jusqu’à la limite sud du canton de Subercase ;
- vers le nord-est dans le canton de Subercase en traversant la partie Nord du lac Long, jusqu’à la limite Ouest du canton de Grasset ;
- vers le nord-est dans le canton de Grasset, jusqu’à son embouchure[2].

## Toponymie
Le terme « Subercase » constitue un patronyme de famille d'origine anglaise.
Le toponyme « rivière Subercase » a été officialisé le 5 décembre 1968 à la Commission de toponymie du Québec, soit à la création de cette commission.